# Calymmaria californica
Calymmaria californica là một loài nhện trong họ Hahniidae.
Loài này thuộc chi Calymmaria. Calymmaria californica được Richard C. Banks miêu tả năm 1896.